# Apostolicae curae
Apostolicae curae est une lettre apostolique du pape Léon XIII qui affirme la nullité des ordinations anglicanes. Elle a été promulguée le 13 septembre 1896. Le texte affirme : "Les ordinations faites selon le rite anglican ont été et sont absolument nulles et sans valeur."

## Contenu
En dédiant cette lettre au bien-être du peuple anglais, Léon XIII rappelle que par son nouveau rite Édouard VI d'Angleterre a rompu la succession hiérarchique. Un débat avait récemment été lancé pour déterminer si ces ordinations étaient vraiment la suite de celles établies par le sacrement du Christ. Les écrivains catholiques et anglicans faisaient valoir leur point de vue quant à la validité des ordinations.
Après de longues discussions, l'affaire des ordinations anglicanes a été soumise au Saint-Siège pour qu'il puisse à nouveau se prononcer sur la question. Plusieurs études ont ainsi été réalisées pour tenter de convaincre le pape de se pencher d'un côté ou de l'autre.
Léon XIII indique que le conseil des cardinaux a pris sa décision en consultant les lettres de Jules III, qui avait envoyé Reginald Pole pour servir à titre de légat en Angleterre. Dans une lettre signée le 8 mars 1554, Jules III indique que ceux qui avaient été légitimement et justement promus pouvaient conserver l'ordre ecclésiastique catholique.
À l'époque, il était clair que le clergé était divisé en deux classes, ceux commandés par Henri VIII et ceux d'obédience catholique. Le 20 juin 1555, Paul IV avait publié la bulle Praeclara Charissimi obligeant les prêtres à être ordonnés par des évêques et les évêques à être nommés par le pape.
Léon XIII cite encore Jules III et Paul IV pour montrer que les ordinations anglicanes sont illicites au sens de la tradition de l'Église. De plus, il mentionne le cas d'un calviniste français et celui de John Clement Gordon, dont les ordinations édouardiennes avait précédemment été jugées invalides en 1684 et 1704.
Gordon, qui voulait être ordonné dans l'Église catholique, avait dû refaire son cheminement, car l'ordination et la confirmation anglicane qu'il avait reçues n'étaient pas jugées valides. De l'avis de Clément XI, son cas pouvait et devait être appliqué à l'ensemble des membres de l'Église anglicane.
Léon XIII affirme aussi que le serment d'ordination historiquement prononcé par les anglicans ne correspond pas à la définition de ce qu'est un prêtre. Ainsi, les anglicans ont longtemps omis d'affirmer que le pouvoir sacerdotal est le pouvoir de « consacrer et d'offrir le Vrai Corps et le Vrai Sang du Seigneur ». Selon le pape, les anglicans ont préféré reléguer la célébration eucharistique sur le plan commémoratif pour se situer délibérément à distance de la doctrine traditionnelle de l'Église catholique.
Vu que l'ordinal anglican de consécration épiscopale est de la même forme que celui des prêtres, les évêques anglicans ont une ordination tout aussi invalide. Dans la tradition liturgique, l'épiscopat n'est pas distinct du sacrement de l'ordre, dont il est le degré suprême.
Léon XIII fait aussi appel à l'histoire pour montrer que l'anglicanisme a été pendant très longtemps influencé par le calvinisme et que les circonstances historiques ayant mené à l'élaboration de l'ordinal anglican étaient particulièrement défavorables à l'Église. 
La bulle se conclut par un appel à l'étude assidue des Écritures, à la charité chrétienne, à la recherche de la vérité, à l'amour du Vrai Pasteur et à la réunion joyeuse de tous les prêtres dans l'Église catholique.

## Saepius officio
À cette bulle papale les archevêques anglicans de Cantorbéry (Frederick Temple) et d'York (William Maclagan) répondent par la lettre Saepius officio.
Les archevêques anglicans de Cantorbéry et d'York se défendirent donc contre les accusations du pape Léon XIII par cette encyclique. Ils écartaient toutes les accusations portées contre l'Église anglicane, déclarant que les affirmations papales reposaient sur une mauvaise information ou une ignorance obstinée, concernant aussi bien les faits historiques que la liturgie anglicane et l'ancienne liturgie romaine.
Après avoir montré que les cérémonies d'ordination en question étaient bibliquement valides, ils fournirent plusieurs pages de citations pour montrer en détail que les liturgies romaines et orthodoxes étaient coupables des mêmes choses qu'on reprochait aux anglicans. Selon les archevêques, si les ordinations des évêques et des presbytères dans l'Église anglicane était sans valeur, le même jugement devait être alors porté contre les ordinations dans l'Église romaine et les Églises orthodoxes.
Concernant l'accusation sur l'intention, on montrait que l'omission des expressions requises concernait plus la controverse contre les presbytériens que la controverse contre l'Église romaine. On montrait aussi que le Book of Common Prayer, lu dans son ensemble, contenait une forte théologie sacrificielle de l'eucharistie, en particulier dans la Préface aux versions de 1550, 1552, 1559 et 1662 du rituel d'ordination. De ces questions Apostolicae Curae ne parlait pas.